# Calloway County
Calloway County je okres ve státě Kentucky v USA. K roku 2010 zde žilo 37 191 obyvatel. Správním městem okresu je Murray. Celková rozloha okresu činí 1 064 km².